# PeeWee King
PeeWee King (ur. 18 lutego 1914, zm. 7 marca 2000) – amerykański piosenkarz country.

## Wyróżnienia
Posiada swoją gwiazdę na Hollywoodzkiej Alei Gwiazd.